# Scaphochlamys anomala
Scaphochlamys anomala är en enhjärtbladig växtart som först beskrevs av Hallier f., och fick sitt nu gällande namn av R.J.Searle. Scaphochlamys anomala ingår i släktet Scaphochlamys och familjen Zingiberaceae. Inga underarter finns listade i Catalogue of Life.